# Syndrom des einzelnen maxillären mittleren Schneidezahnes
Das Syndrom des einzelnen maxillären mittleren Schneidezahnes (SMMCI-Syndrom)  ist eine sehr seltene angeborene Erkrankung mit den Hauptmerkmalen Solitärer (einzelner) Medianer (in der Mittellinie) Maxillärer (im Oberkiefer) Centraler (im Zentrum) Inzisor (Schneidezahn), Akronym SMMCI.
Synonyme sind: SMMCI; Schneidezahn, zentraler oberer einzelner
Die Erstbeschreibung stammt aus dem Jahre 1997 durch  den australischen Kinderarzt Roger K. Hall und Mitarbeiter.

## Verbreitung
Die Häufigkeit wird mit 1 zu 50.000 Lebendgeburten angegeben, die Vererbung erfolgt autosomal-dominant.

## Ursache
Der Erkrankung liegen (möglicherweise) (Missense) Mutationen im SHH-Gen auf Chromosom 7 Genort q36.3 zugrunde, welches für das Protein Sonic hedgehog kodiert.
Die Datenbank Orphanet verlinkt den genannten OMIM-Eintrag mit Holoprosenzephalie und deren mikroforme Form.
Ursächlich können auch bislang unbekannte Faktoren während der Embryonalentwicklung zwischen dem 35.–38. Entwicklungstag sein.

## Klinische Erscheinungen
Klinische Kriterien sind:
- Charakteristische abnormale Form des mittleren Schneidezahnes
- häufig Choanalatresie, Stenose der Nasenwege oder der Apertura piriformis

Assoziierte Fehlbildungen sind:
- Holoprosenzephalie
- Geistige Behinderung
- Herzfehler
- Gaumenspalte

seltener:
- Mikrozephalie
- Hypopituitarismus, Hypothyreose
- Augenveränderungen wie Hypotelorismus, Strabismus
- Ösophagus- oder Duodenalatresie
- Halbwirbel an der Halswirbelsäule, Skoliose
- Kleinwuchs bei etwa 50 %
- Mikropenis bei etwa 10 %

## Diagnose
Die Diagnose kann mit Erscheinen der oberen Schneidezähne, aber auch schon vorgeburtlich mittels Feinultraschall gestellt werden.